# The O’Kanes
Das Country-Duo The O’Kanes wurde 1986 von Kieran Kane und Jamie O’Hara gegründet. Beide Musiker waren zuvor als Songwriter erfolgreich. Kieran Kane hatte bereits einige Singles veröffentlicht.
1986 wurde im eigenen Studio ein Demo-Tape zusammengestellt. Kane und O’Hara erhielten daraufhin einen Vertrag beim Columbia Label. Als Duo The O’Kanes produzierten sie unter weitgehender Übernahme des Demos ein erstes Album gleichen Namens. Die hohe musikalische Qualität überzeugte Kritiker und Publikum gleichermaßen. Es wurden mehrere erfolgreiche Singles ausgekoppelt, darunter der Nummer-1-Hit Can’t Stop My Heart From Loving You.
Auch das nächste Album Tired Of The Runnin’  war einschließlich zweier Single-Auskopplungen recht erfolgreich. 1988 erhielten die O’Kanes einen CMA Award Vocal Duo of the Year. Zwei Jahre später wurde ein drittes Album veröffentlicht, das aber nicht an die früheren Erfolge anknüpfen konnte. Die Plattenfirma kündigte daraufhin den Vertrag. Kane und O’Hara trennten sich in Freundschaft und veröffentlichten Soloalben. Kane arbeitete anschließend mit Kevin Welch zusammen und wurde Mitglied der Dead Reckoners.
Die Musik der O’Kanes erinnert stark an die The Everly Brothers. Ihr unaufdringlicher Harmoniegesang war perfekt auf die leise Gitarren- und Mandolinenmusik abgestimmt.

## Diskografie

### Alben
| Jahr | Titel                | Label    |
| ---- | -------------------- | -------- |
| 1986 | The O’Kanes          | Columbia |
| 1988 | Tired Of The Runnin’ | Columbia |
| 1990 | Imagine That         | Columbia |